# Огієвський Василь Дмитрович
Василь Дмитрович Огієвський (30 січня (11 лютого) 1861, Кролевець — 1 червня 1921, Київ) — український вчений-лісівник, один з основоположників лісової дослідної справи в Росії.

## Біографія
Народився 30 січня (11 лютого) року 1861 в місті Кролевці (тепер Сумська область). У 1886 закінчив Петербурзький лісовий інститут. З 1912 року — професор цього ж інституту, з 1919 року — професор Київського політехнічного інституту.
В 1909 році організував у Петербурзі першу в Росії Контрольну і дослідну станцію лісового насіння.

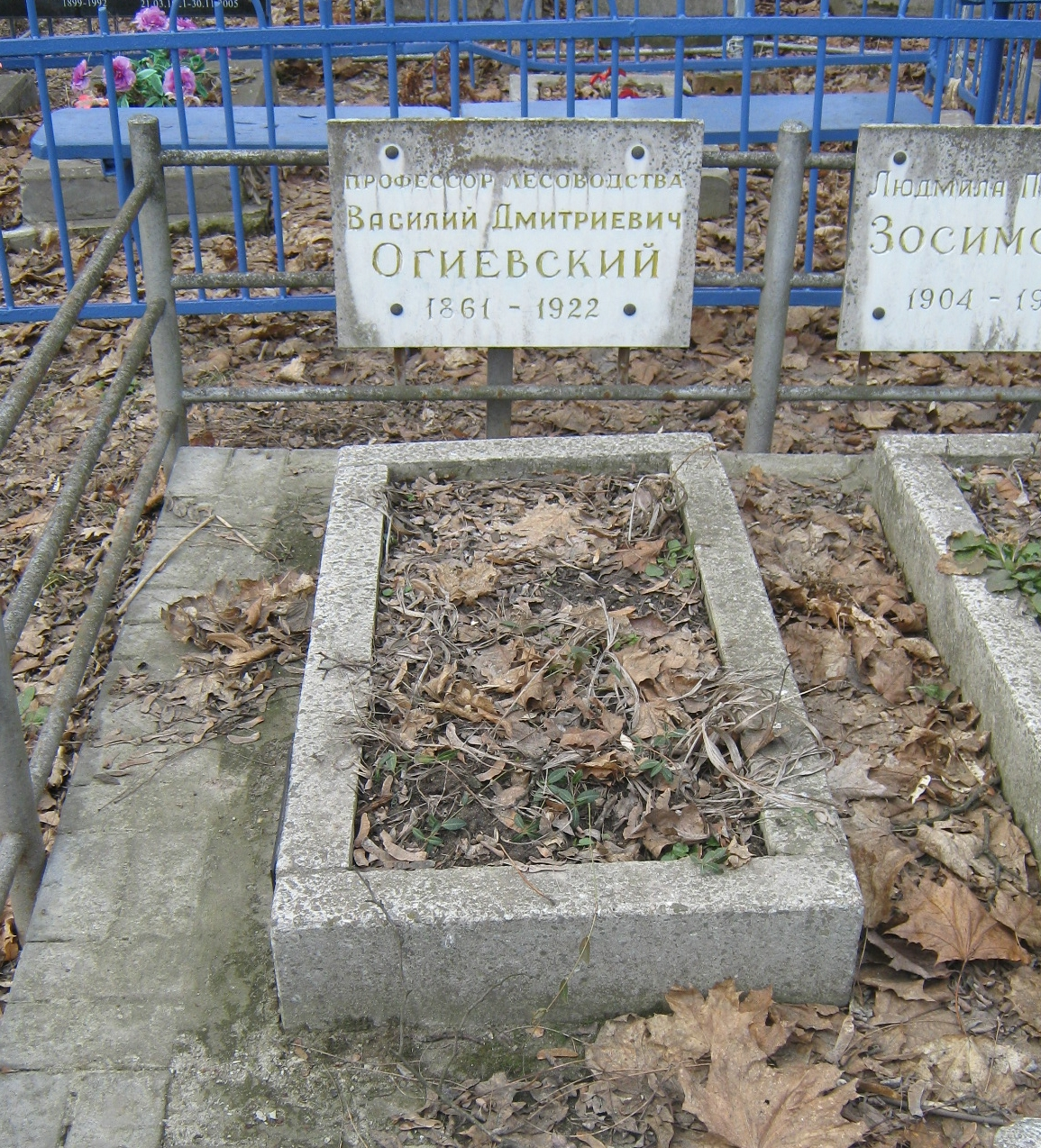
Могила Василя Огієвського

Помер 1 червня 1921 року. Похований в Києві на Лук'янівському цвинтарі (ділянка № 33).

### Родина
- Син — радіотехнік, доктор технічних наук Володимир Огієвський (1890—1979).
  - Онука — мистецтвознавиця, кандидат мистецтвознавства Ія Огієвська (1925—2017).
- Син — науковець у галузі агролісомеліорації, доктор сільськогосподарських наук Василь Огієвський (1893—1983).
- Племінник — гідролог, доктор технічних наук Анатолій Огієвський (1894—1952)[1].

## Наукова робота
Науково-дослідницькі роботи Василь Огієвський проводив на організованих ним у європейській частині Росії опорних пунктах, серед яких основні були у Собицькому і Микільському лісництвах Чернігівської губернії і в Тульських засіках. Вивчав плодоношення сосни, її природне поновлення, випробовував різні способи й агротехніку сівби та садіння сосни й дуба. В Собицькому лісництві збереглися закладені Огієвським посадки сосни різного географічного походження. В лісовому господарстві застосовують розроблений ним гніздовий спосіб сівби дуба, так званий густий посів жолудів місцями.
У 14 кварталі Микільського лісництва збереглася будівля лісничівки, Пожарня казарма, де на початку ХХ століття працював вчений.